# Kochius bruneus
Espèce
Synonymes
- Vaejovis bruneus Williams, 1970

Kochius bruneus est une espèce de scorpions de la famille des Vaejovidae.

## Distribution
Cette espèce est endémique de Basse-Californie du Sud au Mexique. Elle se rencontre vers San Miguel de Comondú et San Raymundo.

## Description
Le mâle holotype mesure 38,3 mm et la femelle paratype 51,2 mm.

## Systématique et taxinomie
Cette espèce a été décrite sous le protonyme Vaejovis bruneus par Williams en 1970. Elle est placée dans le genre Kochius par Soleglad et Fet en 2008.
La sous-espèce Kochius bruneus villosus a été élevée au rang d'espèce par González Santillán et Prendini en 2013 et ils ont placée Kochius bruneus loretoensis en synonymie avec Kochius villosus.

## Publication originale
- Williams, 1970 : « Scorpion fauna of Baja California, Mexico:eleven new species of Vejovis (Scorpionida: Vejovidae). » Proceedings of the California Academy of Sciences, sér. 4, vol. 37, p. 275-331 (texte intégral).